# Expedice USS Tanager

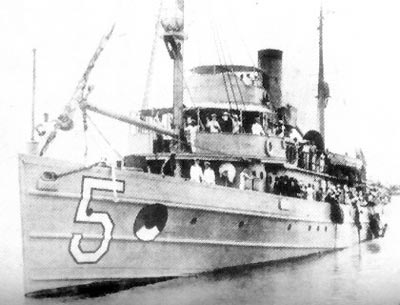
USS Tanager (AM-5) v roce 1923

Expedice USS Tanager je označení pro pět biologických průzkumů severozápadních Havajských ostrovů prováděných úřady Bureau of Biological Survey a Bishop Museum za pomoci amerického námořnictva. Čtyři expedice probíhaly mezi dubnem a srpnem roku 1923, poslední v červenci 1924. Pod vedením velitele LCDR Samuela Wildera Kinga a vedoucího týmu vědců Alexandera Wetmorea na minolovce USS Tanager (AM-5) členové výpravy zkoumali přírodu ostrovů a jejich geologii. Mezi výzkumníky patřil například archeolog Kenneth Emory a herpetolog Chapman Grant.
Expedice byla původně vypravena s cílem vyhubit králíky na ostrově Laysan, kteří sem byli introdukováni roku 1902. Od té doby zničili vegetaci na ostrově, což vedlo k vyhynutí některých zde žijících endemických druhů. První expedice vyplula z Honolulu 4. dubna 1923 a vrátila se 4. května téhož roku. Navštívila Laysan, atoly Midway, Pearl a Hermes a Kure. Posádka lodi byla svědkem vyhynutí šatovníka Himatione fraithii, kterého sledovala. Ostrov zasáhla bouře a po ní členové expedice došli k závěru, že poslední tři šatovníci uhynuli.
Druhá expedice vyplula z Honolulu 10. května, navštívila Laysan, Pearl a Hermes a Francouzské fregatní mělčiny.
Třetí expedice opustila Honolulu 9. června. Loď dorazila ke břehům ostrova Nihoa 10. června, kde se vylodilo na deset dní několik vědců a zbytek týmu se přesunul druhý den na ostrov Necker. Oba týmy spolu navzájem komunikovaly pomocí rádia. Botanik Edward Leonard Caum objevil na Nihoa první exemplář laskavce Amaranthus brownii, Wetmore objevil poddruh rákosníka laysanského Acrocephalus familiaris kingi, kterého pojmenoval po kapitánovi lodi. Na ostrově byly také objeveny zbytky po starověkém osídlení oblasti včetně teras či lidských ostatků. Od 22. června pak šest dní tým zkoumal Francouzské fregatní mělčiny a dokončil kompletní průzkum tohoto atolu. Do Honolulu se loď vrátila na začátku července.
Čtvrtou expedici tvořily dva týmy. První opustil Honolulu 7. července na lodi USS Whippoorwill (AM-35) a mířil k ostrovům Wake a Johnston. Za pomoci plovákového letounu Douglas DT byly provedeny letecké průzkumy a mapovací lety ostrova Johnston. Tanager opustil Honolulu 16. července a připojil se k první lodi. Od 27. července do 5. srpna společně expedice zkoumala atol Wake, určila jeho polohu a popsala několik zdejších ostrovů.
Pátá expedice z roku 1924 mířila na Neckerův ostrov a ostrov Nihoa, kde archeolog Kenneth P. Emory prozkoumal na 60 míst a popsal shromážděné nálezy.